# Бедро

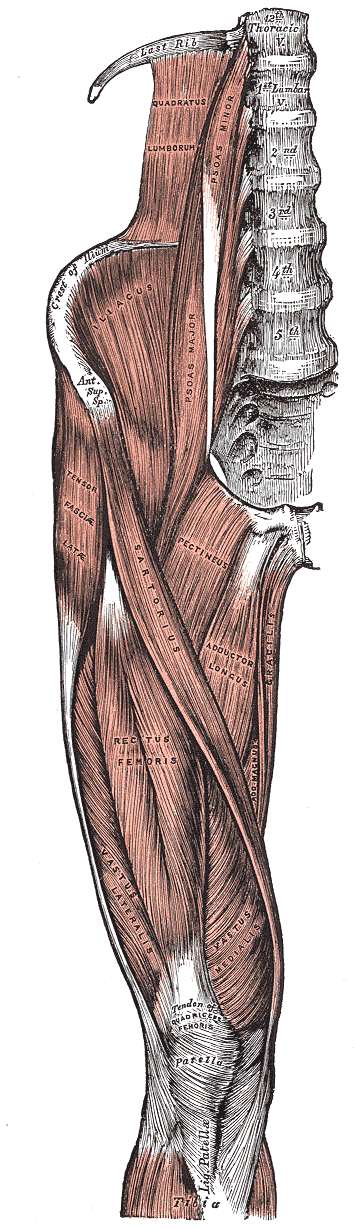
Мышцы бедра (спереди)

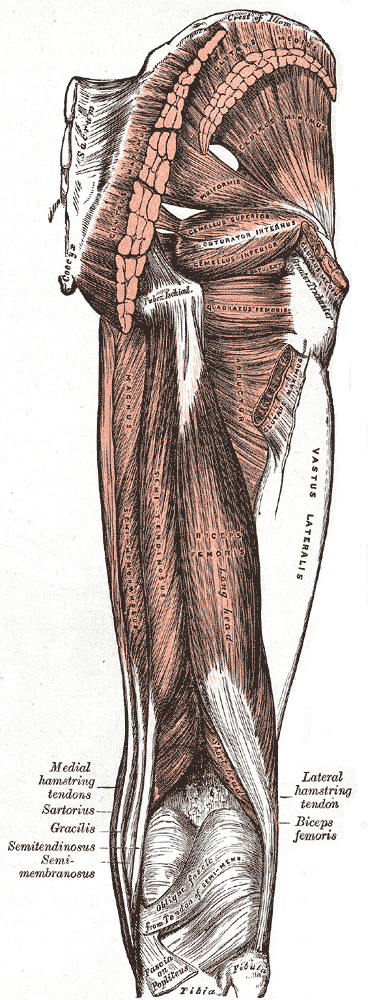
Мышцы бедра (сзади)

Бедро (от лат. femur — бедренная кость) — проксимальная часть нижней конечности человека (задней конечности у других обладающих ею представителей царства животных) между тазобедренным и коленным суставами.

## Анатомия бедра у человека
Бедро ограничено сверху спереди паховой (пупартовой) связкой, сверху сзади — ягодичной складкой, снизу — линией, проведенной на 5 см выше надколенника. 

### Скелет
Бедро имеет одну кость — бедренную.

### Мышцы
Движения бедра управляются несколькими группами мышц бедра.
Передняя группа
| Мышца                     | Начало | Прикрепление                                                   | Функция |
| ------------------------- | --- | -------------------------------------------------------------- | --- |
| Портняжная мышца          | Верхняя передняя подвздошная кость | Бугристость большеберцовой кости,вплетается в фасцию голени    | Сгибает ногу в тазобедренном и коленном суставах: вращает голень внутрь, а бедро — наружу                                |
| Четырёхглавая мышца бедра | Прямая мышца бедра — нижняя передняя подвздошная ость, надвертлужная борозда Медиальная широкая мышца бедра — медиальная губа шероховатой линии бедра Латеральная широкая мышца бедра — большой вертел, межвертельная линия и латеральная губа широкой линии бедра Промежуточная широкая мышца бедра — межвертельная линия бедра | Бугристость большеберцовой кости, медиальный край надколенника | Разгибает ногу в коленном суставе; прямая мышца, действуя отдельно, сгибает ногу в тазобедренном суставе до прямого угла |

Медиальная группа
| Мышца                     | Начало                                                                          | Прикрепление                                                                                             | Функция                                                                        |
| ------------------------- | ------------------------------------------------------------------------------- | --- | ------------------------------------------------------------------------------ |
| Гребенчатая мышца         | Лобковый гребень,верхняя ветвь лобковой кости                                   | Проксимальная часть бедренной кости(между задней поверхностью малого вертела и шероховатой линией бедра) | Сгибает ногу в тазобедренном суставе, одновременно приводя её и вращая наружу  |
| Тонкая мышца              | Нижняя сторона лобкового симфиза,нижняя ветвь лобковой кости                    | Бугристость большеберцовой кости                                                                         | Приводит отведённую ногу; принимает участие в сгибании ноги в коленном суставе |
| Длинная приводящая мышца  | Наружная поверхность лобковой кости(между лобковым гребнем и лобковым симфизом) | Медиальная губа шероховатой линии бедра                                                                  | Приводит бедро и вращает его наружу; сгибает бедро                             |
| Короткая приводящая мышца | Наружная поверхность тела и нижняя ветвь лобковой кости                         | Шероховатая линия бедренной кости                                                                        | Приводит бедро и вращает его наружу; сгибает бедро                             |
| Большая приводящая мышца  | Седалищный бугор,ветвь седалищной кости, нижняя ветвь лобковой кости            | Медиальная губа шероховатой линии                                                                        | Приводит бедро и вращает его наружу; разгибает бедро                           |

Задняя группа
| Мышца                  | Начало | Прикрепление | Функция |
| ---------------------- | --- | --- | --- |
| Полусухожильная мышца  | Седалищный бугор | Верхняя часть большеберцовой кости | Разгибает ногу в тазобедренном суставе и сгибает в коленном. При фиксированной конечности вместе с большой ягодичной мышцей разгибает туловище в тазобедренном суставе. При согнутом колене вращает голень внутрь |
| Полуперепончатая мышца | Седалищный бугор | Сухожилие полуперепончатой мышцы разделяется на 3 пучка, один из которых присоединяется к большеберцовой коллатеральной связке; другой образует косую подколенную связку,третий переходит в фасцию подколенной мышцы и прикрепляется к линии камбаловидной мышцы большеберцовой кости | Разгибает ногу в тазобедренном суставе и сгибает в коленном. При фиксированной конечности вместе с большой ягодичной мышцей разгибает туловище в тазобедренном суставе. При согнутом колене вращает голень внутрь |
| Двуглавая мышца бедра  | Длинная головка — верхнемедиальная поверхность седалищного бугра, крестцово-подвздошная связка Короткая головка — латеральная губа шероховатой линии, верхняя часть латерального надмыщелка, латеральная межмышечная перегородка бедра | Головка малоберцовой кости, наружная поверхность латерального мыщелка большеберцовой кости | Разгибает ногу в тазобедренном суставе и сгибает в коленном. При фиксированной конечности вместе с большой ягодичной мышцей разгибает туловище в тазобедренном суставе. При согнутом колене вращает голень наружу |

### Кровеносные и лимфатические сосуды
Артерии
- Наружная подвздошная артерия
- Бедренная артерия
- Глубокая артерия бедра
- Прободающие артерии

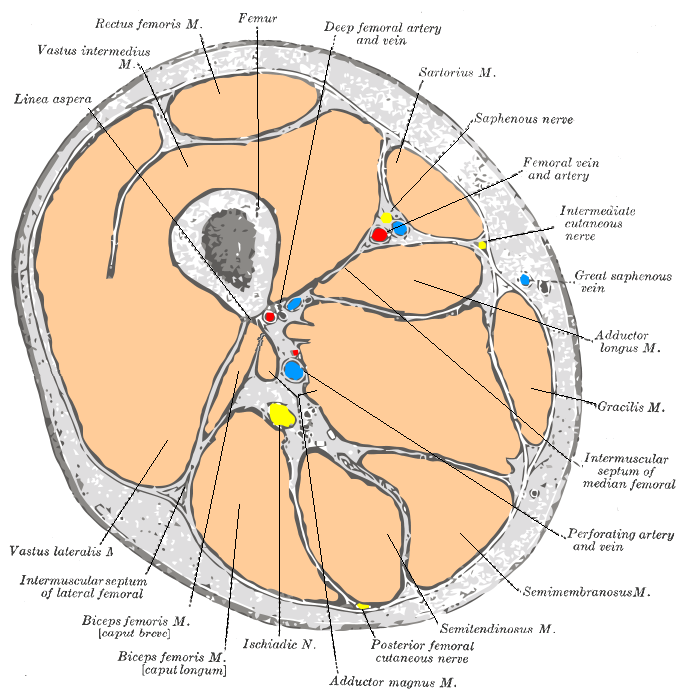
Поперечное сечение бедра в средней его трети

Артерии бедра (схематично)

- Латеральные и медиальные артерии огибающие бедренную кость
- Нисходящая коленная артерия

Вены
- Наружная подвздошная вена
- Бедренная вена
- Большая подкожная вена ноги
- Глубокая вена бедра
- Прободающие вены
- Латеральные вены огибающие бедренную кость

Лимфатические сосуды и узлы
- Поверхностные лимфатические сосуды бедра
- Глубокие лимфатические сосуды бедра
- Лимфатическое сплетение окружающее бедренную артерию
- Поверхностные паховые лимфоузлы
- Глубокие паховые лимфоузлы

### Нервы
- Бедренно-половой нерв
- Бедренный нерв
- Задний кожный нерв бедра
- Латеральный кожный нерв бедра
- Нерв квадратной мышцы бедра
- Нижний ягодичный нерв
- Подвздошно-паховый нерв
- Седалищный нерв